# Стивен Доналд
Стивен Доналд (енгл. Stephen Donald; 3. децембар 1983) професионални је новозеландски рагбиста, који тренутно игра за Мицубиши Дајнаборс у јапанској лиги. Висок 186 цм, тежак 96 кг, прошао је млађе категорије Ваиката, а у сениорској конкуренцији за овај тим је одиграо 55 утакмица и постигао 471 поена у ИТМ Купу. У најјачој лиги на свету, за Чифсе је одиграо 85 мечева и постигао 858 поена. 2008. изгубио је финале лиге Супер Рагби. 2011. после светског првенства потписао је за премијерлигаша Бат, за који је одиграо 34 утакмица и постигао 169 поена, пре него што је 2013. прешао у јапански тим Мицубиши Дајнаборс. Играо је 3 године за репрезентацију Новог Зеланда 2008-2011 (23 утакмице, 98 поена). Светску славу је стекао када је погодио шут из казне у финалу светског првенства 2011. против Француске.